# 西蒙·雷克級潛艇母艦
西蒙·雷克級潛艇母艦是一款於1964至99年間服役至美國海軍的潛艇母艦。

## 發展
與前級相同，西蒙·雷克級也是專門為支援彈道飛彈潛艦設計的潛艇母艦，並在建成後與漢利號及霍蘭號四艘互相輪替，並於1976至1977年進行進行改裝，使其能夠運載UGM-73海神彈道飛彈。隨著90年代的到來，配備UGM-73海神彈道飛彈的彈道彈道飛彈潛艦逐漸退役，因此對於漢利級及西蒙·雷克級的需求也逐漸減少，最終兩艦卡諾普斯號於1995年退役後本來預計直接抵達英國拆解，然而因為船上的有毒化學物質以及石綿，因此產生爭議，直到2010年才開始拆解，西蒙·雷克號則於1998年參與南方守望行動後隔年退役，並封存至後備艦隊直到2019年拆解。

## 同級艦
| 艦名        | 舷號  | 造船廠             | 下水       | 服役       | 退役       | 現況                                     |
| ----------- | ----- | ------------------ | ---------- | ---------- | ---------- | ---------------------------------------- |
| 西蒙·雷克號 | AS-33 | 普吉特灣海軍造船廠 | 1964-02-08 | 1964-11-07 | 1999-07-31 | 2019年2月27日拆解                        |
| 卡諾普斯號  | AS-34 | 英格爾斯造船廠     | 1965-02-12 | 1965-11-04 | 1995-05-03 | 於2010年運至英國阿貝爾造船廠(英語：Able Shipyard)拆解 |

## 補充
1. ↑  致敬美國海軍機械工程師西蒙·雷克
2. ↑  老人星

## 外部連結
- aboutsubs.com USS Simon Lake page
- USS Canopus Association website
- Canopus ship photos website